# Sten Lindeberg (arkitekt)

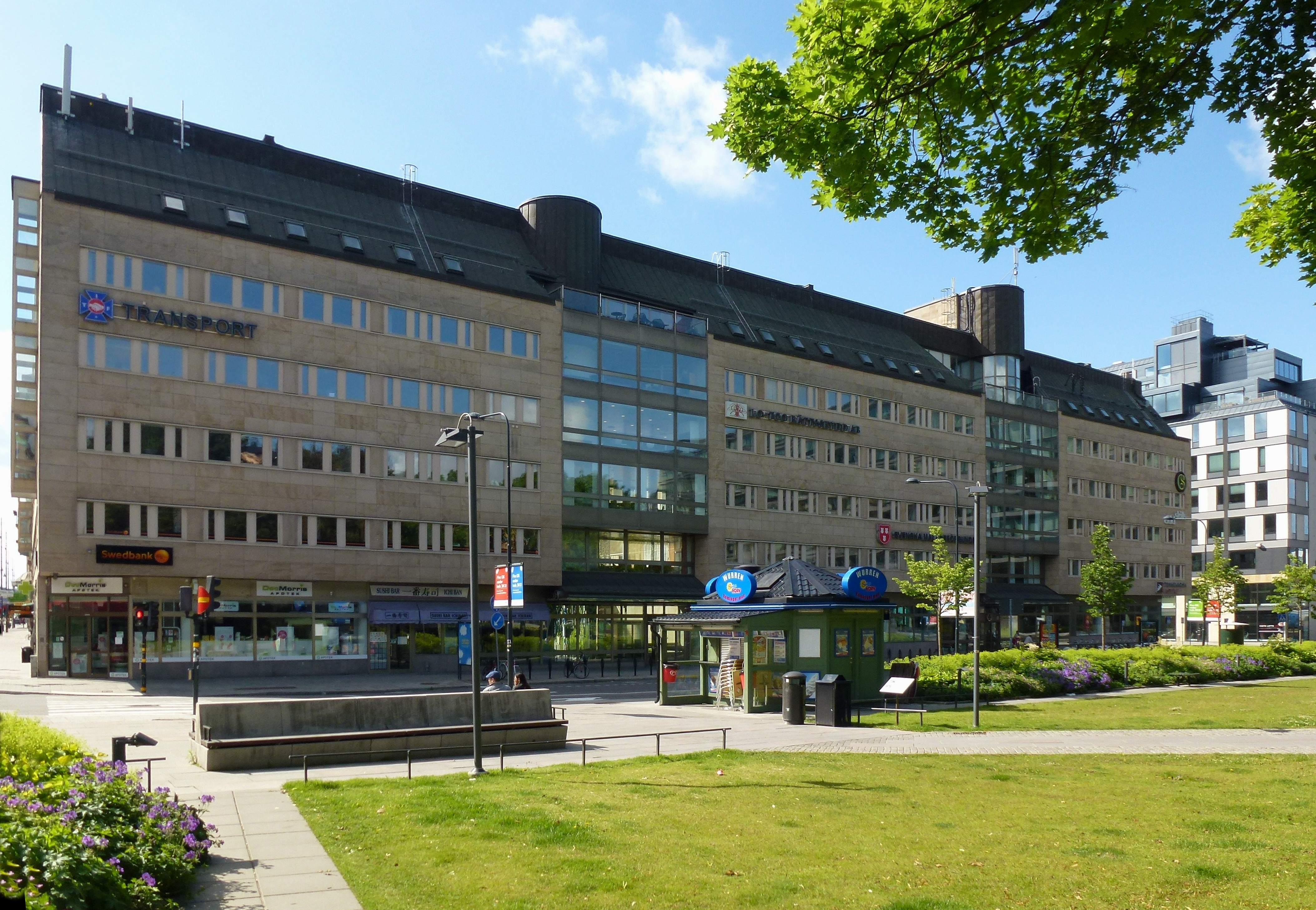
Fastigheten "Klockan 10", Norra Bantorget i Stockholm.

Sten Lindeberg, född 16 februari 1938 i Västerås, är en svensk arkitekt.
Lindeberg fick sin utbildning vid Kungliga Tekniska högskolans avdelning för arkitektur 1961–1967. Därefter följde anställningar hos Gösta Edberg och Jan Hallén samt Gösta Åbergh. En studieresa mellan 1970 och 1971 förde honom bland annat till Afghanistan, Indien, Iran, Japan, Kina och Sovjetunionen. År 1973 startade han sin egen verksamhet.
Bland hans arbeten märks uppdrag för Fortifikationsförvaltningen och Televerket. Som underkonsult till Riksbyggen ritade han 1977–1979 LO:s nya kontorshus i kvarteret Klockan vid Norra Bantorget i Stockholm. Det består av tre nord-sydlig ställda huskroppar i sex våningar med en sjunde indragen takvåning. Längs dåvarande Tunnelgatan (nu Olof Palmes gata) och mot grannfastigheten i Klockan 1 är huskropparna sammanbundna med tvärställda förbindelsebyggnader. Fasaderna är klädda med beigefärgade sandstensplattor.
År 1978 ritade han generalplan för Hedemora Verkstäder och 1989 stränggjutverket för Avesta Jernverks AB. Som underkonsult till White arkitekter stod han 1981 för Universitetssjukhuset i Ioánnina i Grekland.